# Canon EF 500mm-objectief
De EF 500mm is een familie van teleobjectieven gemaakt door de Japanse fabrikant Canon. Alle modellen zijn voorzien van een EF-lensvatting en daarmee geschikt voor de EOS-cameralijn van dezelfde fabrikant.
Er zijn tot op heden drie generaties van dit objectief verschenen, allen onderdeel van Canon's L-serie.

## Specificaties
| Naam                        | f/4.5L USM                       | f/4L IS USM                      | f/4L IS II USM                   |
| --------------------------- | -------------------------------- | -------------------------------- | -------------------------------- |
| Afbeelding                  | Plaats uw zelfgemaakte foto hier | Plaats uw zelfgemaakte foto hier | Plaats uw zelfgemaakte foto hier |
| Belangrijkste eigenschappen |                                  |                                  |                                  |
| Beeldstabilisatie           | Nee                              | Ja                               | Ja                               |
| Weerbestendig               | Ja                               | Ja                               | Ja                               |
| Ultrasonic Motor (USM)      | Ja                               | Ja                               | Ja                               |
| L-objectief                 | Ja                               | Ja                               | Ja                               |
| Diffractieve optica         | Nee                              | Nee                              | Nee                              |
| Macro                       | Nee                              | Nee                              | Nee                              |
| Technische eigenschappen    |                                  |                                  |                                  |
| Brandpuntsafstand           | 500 mm                           | 500 mm                           | 500 mm                           |
| Diafragma (max-min)         | f/4.5-f/32                       | f/4-f/32                         | f/4-f/32                         |
| Opbouw                      | 7 groepen / 8 elementen          | 13 groepen / 17 elementen        | 13 groepen / 16 elementen        |
| Diafragmalamellen           | 9                                | 8                                | 9                                |
| Minimale scherpstelafstand  | 5 m                              | 4,5 m                            | 4,5 m                            |
| Maximale vergroting         | 0,11x                            | 0,12x                            | 0,15x                            |
| Horizontale beeldhoek       | 4°                               | 4°                               | 4°                               |
| Diagonale beeldhoek         | 5°                               | 5°                               | 5°                               |
| Verticale beeldhoek         | 5°                               | 5°                               | 5°                               |
| Fysieke eigenschappen       |                                  |                                  |                                  |
| Gewicht                     | 3.000 g                          | 3.870 g                          | 3.190 g                          |
| Maximale diameter           | 130 mm                           | 146 mm                           | 146 mm                           |
| Lengte                      | 390 mm                           | 387 mm                           | 383 mm                           |
| Filterdiameter              | 48 mm (drop-in)                  | 52 mm (drop-in)                  | 52 mm (drop-in)                  |
| Verkoopinformatie           |                                  |                                  |                                  |
| Introductie                 | maart 1992                       | juli 1999                        | mei 2012                         |
| Momenteel in productie?     | Nee                              | Nee                              | Ja                               |